# Harry Krebs
Harry Krebs (* 30. Dezember 1919 in Dresden; † 11. Oktober 2007 in Berlin) war ein deutscher Politiker (SED), Gewerkschaftsfunktionär des FDGB, Stellvertreter des Oberbürgermeisters von Berlin (Ost) und Stadtrat für Finanzen.

## Kindheit und Jugend
Harry Krebs wurde als Sohn des Schneiders Fritz Krebs und des Dienstmädchens Elisabeth Krebs, geb. Richter, geboren. Von 1926 bis 1934 besuchte er die 47. Volksschule in Dresden-Strehlen, war 1929–1934 Mitglied des CVJM (Christlicher Verein Junger Männer) und beendete die Volksschule Ostern 1934 mit dem Abschluss der 8. Klasse. Von 1934 bis September 1937 absolvierte er eine kaufmännische Lehre bei der Senffabrik Max Friedrich Senf und besuchte daneben die Höhere Handelslehranstalt Dresden.

## Tätigkeit als Buchhalter
Nach Abschluss der Lehre war er ein halbes Jahr lang arbeitslos, fand dann 1938 eine Anstellung als Finanzbuchhalter in der Lebensmittelgroßhandlung Hilmar Jentzsch in der Lutherstadt Wittenberg, die er aber aus gesundheitlichen Gründen bald wieder aufgeben musste. Er kehrte nach Dresden zurück und arbeitete nach seiner Genesung von April 1939 bis Juni 1941 als Finanzbuchhalter bei der Deutschen Reichspostreklame Dresden.

## Wehrdienst und Internierung
Im Zweiten Weltkrieg wurde er zur Kriegsmarine eingezogen. Er kam am 30. Juni 1941 zur Marine-Artillerie (9. E.M.A.A. Adlershof) und wurde als Funker eingesetzt. Nach Verwundung bei Murmansk im März 1944 wurde er in das Lazarett in Bad Pyrmont eingeliefert, dann in das Reservelazarett 2 in Dresden verlegt, im Oktober 1944 zur Ersatztruppe entlassen und mit dem Verwundetenabzeichen ausgezeichnet. Das Kriegsende erlebte er im Mai 1945 als Obergefreiter auf einer Funkmessstelle in Dahme (Holstein). Vom 2. Mai bis 30. Juni 1945 war er in Schleswig-Holstein in britischer Internierung. Er konnte aus dem Lager flüchten und arbeitete kurze Zeit als Landarbeiter im Kreis Grevesmühlen in Mecklenburg.

## Neuanfang in Dresden, Studium in Leipzig
Sobald er in Erfahrung gebracht hatte, dass seine Eltern noch am Leben waren, kehrte er im Oktober 1945 nach Dresden zurück. Er fand eine Stelle als Finanzbuchhalter bei der Drewag (Stadtwerke Dresden AG), die er am 16. November antrat. Bereits am 1. November war er in die SPD eingetreten und wurde bald Schriftführer des 18. Stadtbezirks der SPD in Dresden. Nach dem Vereinigungsparteitag im April 1946 wurde er Mitglied der SED. Im Mai 1946 delegierte ihn die Drewag zu einem fünfmonatigen Vorbereitungslehrgang für das Hochschulstudium (Abendschule) in Dresden, den er im September mit der Sonderreifeprüfung abschloss. Am 1. Oktober 1946 begann er an der Universität Leipzig ein Studium der Volkswirtschaft, das er im Oktober 1949 mit dem Staatsexamen als Dipl.-Volkswirt abschloss. Während des Studiums wurde er Mitglied im Studentenbeirat und 1947 Mitbegründer und 1. Vorsitzender der FDGB-Hochschulgruppe an den Leipziger Hoch- und Fachschulen. Im Frühjahr 1948 absolvierte er den 2. Sonderlehrgang für Studenten der Parteihochschule „Karl Marx“ in Kleinmachnow. Im Juli 1949 heiratete er Anita Gruner, die Tochter von Paul Gruner.

## Bundesvorstand des FDGB
Nach Abschluss des Studiums setzte man ihn am 7. November 1949 als Sekretär für Erziehungsfragen und Leiter der Abteilung Kultur und Erziehung beim FDGB-Bundesvorstand ein. Am 15. März 1950 wurde er Persönlicher Referent von Ernst Zöllner, Wirtschaftssekretär des FDGB-Bundesvorstands, nach dem III. Kongress des FDGB im September 1950 Persönlicher Referent von Herbert Warnke, Vorsitzender des FDGB-Bundesvorstands. Von September 1951 bis Mai 1953 war er Sekretär für Arbeit und Löhne des FDGB Groß-Berlin. 1951–1954 absolvierte er im Fernstudium den zweiten Drei-Jahr-Lehrgang an der SED-Parteihochschule „Karl Marx“ in Kleinmachnow mit dem Abschluss als Politökonomom. Von 1951 bis 1959 war er Mitglied des Bezirksvorstands Berlin des FDGB.

## Stellvertreter des Oberbürgermeisters von Berlin und Stadtrat, Präsident des Boxverbands
Zum 1. Juni 1953 wurde Harry Krebs zum Stellvertreter des Oberbürgermeisters ernannt und war verantwortlich zum einen für die Abteilung Arbeit und Berufsausbildung, zum anderen für die Abteilung Örtliche Industrie und Handwerk. Daneben wurde er Vorsitzender des Aufsichtsrates der Bewag (Berliner Städtische Elektrizitätswerke AG). Insgesamt war er 15 Jahre Mitglied des Magistrats von Groß-Berlin, von 1953 bis 1968. Bereits am 17. Juni gab es eine Veränderung: Harry Krebs musste den Bereich Arbeit und Berufsausbildung abgeben und war ab sofort verantwortlich für den Bereich Handel und Versorgung sowie für den Bereich Örtliche Industrie und Handwerk. Als Stellvertreter für Handel und Versorgung musste er im Oktober 1957 Organisation und Verantwortung für den Geldumtausch in Berlin übernehmen. Sodann war er Vorsitzender der Kommission zur Abschaffung der Lebensmittelkarten in Berlin (Mai 1958).
Im April 1958 gab es erneut einen Wechsel des Verantwortungsbereichs: Harry Krebs wurde Stellvertreter des Oberbürgermeisters für Finanzen und Leiter des Bereichs Finanzen beim Magistrat von Groß-Berlin, somit faktisch Stadtkämmerer von Berlin. Daneben wurde er Mitglied des Wirtschaftsrates beim Magistrat. Die Leitung für den Bereich Finanzen hatte er bis 1966 inne.
Ab März 1958 war er Mitglied des Präsidiums des Deutschen Box-Verbands der DDR, im Mai 1958 wurde er der erste Präsident des Boxverbands. Nach seiner mustergültigen Organisation und Durchführung des außerordentlichen AIBA-Kongresses (Association Internationale de Boxe Amateure) in Leipzig im Oktober 1958 wurde Harry Krebs als Mitglied in das Exekutivkomitees der AIBA gewählt. 1958 bis 1962 war er zudem Mitglied im Deutschen Turn- und Sportbund (DTSB) und wurde 1958 mit der Goldenen Ehrennadel des DTSB ausgezeichnet.
Am 6. Oktober 1959 wurde er mit dem Vaterländischen Verdienstorden in Bronze ausgezeichnet. Die Funktion als Boxpräsident hatte er bis Mai 1961 inne. Zu seinen Aufgaben gehörte auch seine Beteiligung an der Vorbereitung der Olympischen Sommerspiele in Rom (August/September 1960) und er durfte zusammen mit seiner Frau als Gast daran teilnehmen.
Zusätzlich zu seiner Funktion als Stellvertreter für Finanzen übertrug man ihm von 1961 bis 1964 die Aufgabe des Stellvertreters für Gesundheits- und Sozialwesen. In seine Amtszeit fällt die Gründung des Städtischen Klinikums Berlin-Buch am 1. Januar 1963. Im selben Jahr wurde ihm die Ehrennadel der Karl-Marx-Universität verliehen.
Von Februar 1966 bis 1967 amtierte er als Stellvertreter des Oberbürgermeisters für den Bereich Organisation/Instrukteur und Kader, von 1967 bis 1968 als Stellvertreter für den Bereich Handel und Versorgung. Seine Abberufung erfolgte auf eigenen Wunsch.

## Direktor Klinikum Berlin-Buch und Ruhestand
Vom 1. Dezember 1968 bis 31. Dezember 1978 war Harry Krebs als Direktor für Planung und Ökonomie des von ihm mitbegründeten Städtischen Klinikums Berlin-Buch eingesetzt, vom 1. Januar 1979 bis Mai 1982 als Direktor für Kader und Bildung.
Im Juni 1982 ging er im Alter von 63 Jahren in Invalidenaltersrente. Im Ruhestand übernahm er ab 1983 die Funktion als ehrenamtlicher Vorsitzender der Revisionskommission des Stadtbezirks der Volkssolidarität, weiterhin als Vorsitzender der Gesellschaft für Deutsch-Sowjetische Freundschaft (DSF) in seinem Wohngebiet in Berlin-Friedrichshain.
Harry Krebs starb am 11. Oktober 2007 in Berlin und ist in Friedrichshain beigesetzt.